# Кергелен
Вулканичният архипелаг Кергелен (на френски: Kerguelen) се намира в южните предели на Индийския океан на почти еднакво разстояние от Африка, Антарктида и Австралия. Островите са френско владение, като главният от тях е с приблизителни размери 120 км на 140 км, а територията му е 6675 км2. Целият архипелаг се състои от около 300 острова, чиято обща площ е 7215 км2. Остров Кергелен е голям колкото Корсика, но благодарение на неговата изключително силна разчлененост крайбрежието му е по-дълго от бреговете на цяла Франция.
Кергелен е разположен на северозападния край на едноименния подводен хребет, разделящ Австралийско-антарктическата от Африкано-антарктическата котловина. Архипелагът представлява връх на подводен щит с площ около 5000 км2. Вулканът Рос (1865 м) е на южния бряг на Кергелен, където образува полуостров Галиени. Вулканът Вивил Томсън (900 м) образува североизточен брегови масив, удължен в екваториално направление. Вулканът Ричардс (1220 м) е разположен върху разлом на северозападния планински масив. Около всички вулкани на Кергелен има горещи извори, а някъде се срещат и фумароли.
Бреговете на Кергелен са дълбоко насечени от фиорди, а около 500 км2 от вътрешността на главния остров е покрита с ледници. Релефът на островите е планински, като най-високата им точка е Мон Рос (1850 m). Планините с височина над 1000 м са покрити с вечен лед и сняг.
На Кергелен няма постоянно население, а само научни работници – например през януари 2003 г. там са пребивавали 145 души.

## Административен статут
От 1955 г. статутът на Кергелен е отвъдморска френска територия, управлявана от старши администратор. Архипелагът Кергелен е част от френските южноантарктически територии, които включват още Земята Адели (Антарктида), островите Крозе, Амстердам и Сен Пол. Разпръснатите ѝ владения из необятния Южен океан спомагат за превръщането на Франция в държавата с втора по площ (след САЩ) Изключителна икономическа зона в света.

## Климат
Времето на островите Кергелен е студено и целогодишно се изсипват значителни валежи от сняг и дъжд. Преобладаващите ветрове са северозападни и нерядко достигат до скорости от 150 – 200 км/ч, тъй като архипелагът лежи на ширината на „Ревящите четиридесет градусови“. Кергелен се намира на около 250 км на север от линията на Антарктическата конвергенция, където студените води на Антарктида се срещат с по-топлите водни маси на Индийския океан. По тази причина мъглите там са често явление. Под ударите на свирепите постоянни ветрове морето край острова е доста бурно, а вълни с височина 12 – 15 м са нещо обичайно. Средните температури през лятото рядко надвишават 7,4 °C, а през зимата стигат до –2,6 °C. Северната граница на паковия лед през зимата минава на 1000 км на юг, затова обикновено крайбрежните води на Кергелен са свободни от лед целогодишно.

## Дивата природа
Първоначално растителният свят на Кергелен се е състоял от 28 вида висши растения (виреещи предимно до 400 м надморска височина), 4 вида папрат и повече от 200 вида мъх. Към тези растения обаче трябва да прибавим и някои привнесени от вън треви и бурени. Днес сред висшите растения се срещат още антарктическата ливадина (Poa cookii и P. kerguelensis), Azorella, Ацена (Acaena) и прочутото кергеленско зеле (Pringlea antiscorbutica).

## Историята
Архипелагът е открит от френския мореплавател Ив-Жозеф дьо Кергелен Тремарек на 12 февруари 1772 г.
Капитан Джеймс Кук слиза на Кергелен при своето трето околосветско пътешествие с корабите Resolution и Discovery. Плавайки на изток от нос Добра надежда, на Коледния ден през 1776 г. корабите, командвани от Кук, достигат до Кергелен и хвърлят котви в залива Л’Оазо, впоследствие преименуван на Кристмъс харбър. На острова хората на Кук откриват бутилка, съдържаща оставено от моряците на Кергелен Тремарек съобщение на латински, в което се съобщавало, че тази земя принадлежи на френската корона. По-късно Кук записва в дневника си:
„Имах пълното право да нарека тази земя Островът на отчаянието, с което да изтъкна неговата безплодност и пустота, но с оглед да не лиша мосю дьо Кергелен Тремарек от славата му на неин първооткривател, трябваше да ѝ дам името остров Кергелен.“
Основната цел на Джеймс Кук при посещението на Кергелен е научна. Естествениците от експедицията установяват съществуването на 20 растения, ендемични за острова, а голяма част от територията му е картографирана.
Следващите посетители на архипелага са американски тюленоловци. През 1791 г. голяма група от тях акостират на Кергелен с корабите Alliance, Asia и Hunter. Остават на островите 15 месеца, като доста от тях, между които и капитан Бартлет Кофин, никога не напускат тези негостоприемни земи и са погребани там. В резултат на интензивния улов броят на тюлените намалява рязко. Когато през 1817 г. тюленоловците от Eagle слизат на Кергелен, успяват да убият само четири морски слона.
Джеймс Кларк Рос, под чието командване плават HMS Erebus и HMS Terror, посещава Кергелен през 1840 г. Експедицията акостира в Кристмъс Харбър на 5 май 1840 г. и остава на острова до 29 юли. Проведени са изследвания върху земния магнетизъм, както и астрономически наблюдения.
След като посещава островите Принц Едуард и архипелага Крозе, океанографската парна корвета HMS Challenger извършва обиколно плаване около Кергелен, при което са осъществени серия драгирания на крайбрежното дъно. На 7 януари 1874 г. HMS Challenger хвърля котва в залива Кристмъс Харбър в северния край на острова.
Годината 1877 е забележителна за историята на архипелага Кергелен с това, че тогава се прави опит да бъде развита въгледобивната индустрия. Усилията са напразни, тъй като залежите от въглища се оказват с изключително ниско качество. Появата на подобен род индустриален интерес към Кергелен принуждава Франция да изпрати фрегатата Eure, за да се утвърди окончателно френският суверенитет над островите.
Първото забележително събитие през 20 век в историята на Кергелен е посещението на изследователския кораб Gauss, на борда на който се намира германска полярна експедиция, ръководена от барон Ерих фон Дригалски. Между 1902 и 1903 г. са проведени множество научни изследвания, но поради тежките условия на острова няколко от членовете на експедицията умират от бери-бери.
През 1908 г. норвежката китоловна компания A/S Kerguelen получава официален лиценз за китоловна дейност във водите на Кергелен. Първата китоловна станция на Кергелен започва да функционира още същата година в Порт Жана Д’Арк. Резултатите от китоловната дейност обаче са изключително разочароващи и китоловът на Кергелен е изоставен окончателно през 1911 г. Освен китолов и тюленолов, на Кергелен са правени и неуспешни опити за развитието на фермерско животновъдство.
След избухването на Втората световна война Съюзниците, не без известно основание, се опасяват, че многобройните тесни и дълбоко врязани в сушата заливи на Кергелен могат да предложат идеална възможност за укритие на подводници и спомагателни крайцери на Оста. Тези опасения се потвърждават през 1941 г., когато островът е посетен от германските рейдери Pinguin и Atlantis. Това принуждава HMAS Australia да минира няколко залива, с което германците са възпрени от други подобни посещения и за Кергелен не се чува нищо до края на войната. Въпреки че в края на 40-те години на миналия век са предприети действия по неутрализирането на мините, твърдо се смята, че и днес някои райони на архипелага все още са опасни за корабоплаване.
Първата временна френска научна станция е основана през 1949 г. от Пиер Сико – ръководител на експедицията с корабите La Pérouse и Commandant Charcot. В началото на 1951 г. Сико се връща на Кергелен с кораба Italo-Marsano, за да изгради в Порт о Франсе постоянно действаща метеорологична станция. Тя става първата целогодишно действаща научна база на архипелага. През периода 1956 – 1957 г. в Порт о Франсе е изградена и геофизическа станция за сеизмични наблюдения, изучаване на земния магнетизъм, космическата радиация и йоносферните процеси. Тази новооткрита станция е френският принос към Международната геофизична година.
Основните акценти в дейността на френската научна база са изследователските програми по морска и сухоземна биология. В допълнение към традиционните научни дейности, от 1995 г. е изградена станция за проследяване на сателити в околоземна орбита, с което научната база на Кергелен става част от CNES – Националната космическа агенция на Франция.